# Арне
Арне (фр. Arné) насеље је и општина у јужној Француској у региону Миди Пирене, у департману Горњи Пиринеји која припада префектури Тарб.
По подацима из 2011. године у општини је живело 206 становника, а густина насељености је износила 24,7 становника/km². Општина се простире на површини од 8,34 km². Налази се на средњој надморској висини од 420 метара (максималној 564 m, а минималној 414 m).

## Демографија
| 1962. | 1968. | 1975. | 1982. | 1990. | 1999. | 2011. |
| ----- | ----- | ----- | ----- | ----- | ----- | ----- |
| 251   | 257   | 234   | 199   | 188   | 187   | 206   |

График промене броја становника у току последњих година